# تونی هسیه
تونی هسیه (انگلیسی: Tony Hsieh؛ زادهٔ ۱۲ دسامبر ۱۹۷۳ - درگذشت ۲۷ نوامبر ۲۰۲۰) یک کارآفرین، و بازرگان اهل ایالات متحده آمریکا بود. وی مدیر عامل فروشگاه آنلاین کفش و لباس زاپوس بود. او در ۲۷ نوامبر ۲۰۲۰ در سن ۴۶ سالگی بر اثر جراحات ناشی از آتش سوزی منزل درگذشت.